# Finlandia ai XXIII Giochi olimpici invernali
La Finlandia ha partecipato ai XXIII Giochi olimpici invernali, che si sono svolti dal 9 al 28 febbraio 2018 a Pyeongchang in Corea del sud, con una delegazione composta da 100 atleti. Portabandiera della squadra finlandese durante la cerimonia di apertura dei Giochi è stato il saltatore con gli sci Janne Ahonen, alla sua settima Olimpiade.

## Medaglie
| Riepilogo quotidiano | Riepilogo quotidiano | Riepilogo quotidiano | Riepilogo quotidiano | Riepilogo quotidiano | Riepilogo quotidiano |
| -------------------- | -------------------- | -------------------- | -------------------- | -------------------- | -------------------- |
| Giorno               | Data                 |                      |                      |                      | Totale               |
| 1º                   | 10                   | 0                    | 0                    | 1                    | 1                    |
| 2º                   | 11                   | 0                    | 0                    | 0                    | 0                    |
| 3º                   | 12                   | 0                    | 0                    | 1                    | 1                    |
| 4º                   | 13                   | 0                    | 0                    | 0                    | 0                    |
| 5º                   | 14                   | 0                    | 0                    | 0                    | 0                    |
| 6º                   | 15                   | 0                    | 0                    | 1                    | 1                    |
| 7º                   | 16                   | 0                    | 0                    | 0                    | 0                    |
| 8º                   | 17                   | 0                    | 0                    | 0                    | 0                    |
| 9º                   | 18                   | 0                    | 0                    | 0                    | 0                    |
| 10º                  | 19                   | 0                    | 0                    | 0                    | 0                    |
| 11º                  | 20                   | 0                    | 0                    | 0                    | 0                    |
| 12º                  | 21                   | 0                    | 0                    | 1                    | 1                    |
| 13º                  | 22                   | 0                    | 0                    | 0                    | 0                    |
| 14º                  | 23                   | 0                    | 0                    | 0                    | 0                    |
| 15º                  | 24                   | 1                    | 0                    | 0                    | 1                    |
| 16º                  | 25                   | 0                    | 1                    | 0                    | 1                    |
| Totale               | Totale               | 1                    | 1                    | 4                    | 6                    |

### Medagliere per discipline
| Sport              | Oro | Argento | Bronzo | Totale |
| ------------------ | --- | ------- | ------ | ------ |
| Sci di fondo       | 1   | 1       | 2      | 4      |
| Snowboard          | 0   | 0       | 1      | 1      |
| Hockey su ghiaccio | 0   | 0       | 1      | 1      |
| Totale             | 1   | 1       | 4      | 6      |

### Medaglie d'oro
| Medaglia | Nome          | Sport        | Evento         |
| -------- | ------------- | ------------ | -------------- |
| Oro      | Iivo Niskanen | Sci di fondo | 50 km maschile |

### Medaglie di argento
| Medaglia | Nome              | Sport        | Evento          |
| -------- | ----------------- | ------------ | --------------- |
| Argento  | Krista Pärmäkoski | Sci di fondo | 30 km femminile |

### Medaglie di bronzo
| Medaglia | Nome              | Sport              | Evento               |
| -------- | ----------------- | ------------------ | -------------------- |
| Bronzo   | Krista Pärmäkoski | Sci di fondo       | Skiathlon            |
| Bronzo   | Enni Rukajärvi    | Snowboard          | Slopestyle femminile |
| Bronzo   | Krista Pärmäkoski | Sci di fondo       | 10 km femminile      |
| Bronzo   | Finlandia         | Hockey su ghiaccio | Torneo femminile     |

## Biathlon

### Maschile
La Finlandia ha diritto a schierare 5 atleti in seguito ad aver terminato tra la sesta e la ventesima posizione del ranking maschile per nazioni della Coppa del Mondo di biathlon 2017.
| Gara                    | Atleta          | Penalità    | Tempo d'arrivo | Posizione |
| ----------------------- | --------------- | ----------- | -------------- | --------- |
| 10 km sprint            | Tuomas Grönman  | 1 (0+1)     | 25'24"3        | 45º       |
| 10 km sprint            | Olli Hiidensalo | 0 (0+0)     | 24'26"3        | 19º       |
| 10 km sprint            | Tero Seppälä    | 1 (1+0)     | 24'27"3        | 20º       |
| 12,5 km inseguimento    | Tuomas Grönman  | 6 (0+1+2+3) | 38'58"9        | 55º       |
| 12,5 km inseguimento    | Olli Hiidensalo | 7 (1+2+1+3) | 37'03"9        | 35º       |
| 12,5 km inseguimento    | Tero Seppälä    | 5 (1+1+3+0) | 36'09"9        | 25º       |
| 20 km individuale       | Tuomas Grönman  | 3 (0+2+0+1) | 52'44"1        | 48º       |
| 20 km individuale       | Olli Hiidensalo | 5 (0+1+3+1) | 54'57"6        | 73º       |
| 20 km individuale       | Tero Seppälä    | 6 (0+2+2+2) | 55'10"8        | 76º       |
| 15 km partenza in linea | Tero Seppälä    | 3 (1+2+0+0) | 37'25"0        | 21º       |

### Femminile
La Finlandia ha diritto a schierare 5 atlete in seguito ad aver terminato tra la sesta e la ventesima posizione del ranking femminile per nazioni della Coppa del Mondo di biathlon 2017.
| Gara                      | Atleta                                                        | Penalità    | Tempo d'arrivo | Posizione |
| ------------------------- | ------------------------------------------------------------- | ----------- | -------------- | --------- |
| 7,5 km sprint             | Mari Laukkanen                                                | 5 (3+2)     | 24'00"6        | 64ª       |
| 7,5 km sprint             | Venla Lehtonen                                                | 3 (3+0)     | 25'13"7        | 79ª       |
| 7,5 km sprint             | Kaisa Mäkäräinen                                              | 3 (2+1)     | 22'36"4        | 25ª       |
| 7,5 km sprint             | Laura Toivanen                                                | 1 (1+0)     | 24'55"4        | 77ª       |
| 10 km inseguimento        | Kaisa Mäkäräinen                                              | 6 (0+3+3+0) | 33'22"2        | 22ª       |
| 15 km individuale         | Mari Laukkanen                                                | 4 (2+1+0+1) | 46'03"7        | 42ª       |
| 15 km individuale         | Kaisa Mäkäräinen                                              | 3 (1+1+1+0) | 43'57"9        | 13ª       |
| 15 km individuale         | Suvi Minkkinen                                                | 4 (2+1+0+1) | 48'27"7        | 69ª       |
| 15 km individuale         | Laura Toivanen                                                | 3 (1+1+0+1) | 46'42"6        | 49ª       |
| 12,5 km partenza in linea | Kaisa Mäkäräinen                                              | 2 (0+1+0+1) | 36'23"9        | 10ª       |
| Staffetta 4x6 km          | Laura Toivanen Kaisa Mäkäräinen Mari Laukkanen Venla Lehtonen | 15 (2+13)   | 1h14'37"2      | 15ª       |

### Gare miste
| Gara                        | Atleti                                                       | Penalità | Tempo d'arrivo | Posizione |
| --------------------------- | ------------------------------------------------------------ | -------- | -------------- | --------- |
| Staffetta 2x6 km + 2x7,5 km | Laura Toivanen Kaisa Mäkäräinen Tero Seppälä Olli Hiidensalo | 3 (0+3)  | 1h09'38"2      | 6         |

## Combinata nordica
La Finlandia ha qualificato nella combinata nordica un totale di cinque atleti.
| Gara               | Atleta         | Salto     | Salto | Salto     | Fondo   | Fondo            | Posizione |
| Gara               | Atleta         | Lunghezza | Punti | Posizione | Tempo   | Tempo + distacco | Posizione |
| ------------------ | -------------- | --------- | ----- | --------- | ------- | ---------------- | --------- |
| Trampolino normale | Ilkka Herola   | 97,0 m    | 99,7  | 17º       | 23'52"9 | 25'56"9          | 8º        |
| Trampolino normale | Eero Hirvonen  | 102,0 m   | 118,0 | 6º        | 24'53"0 | 25'43"0          | 6º        |
| Trampolino normale | Arttu Mäkiaho  | 91,0 m    | 85,2  | 34º       | 25'25"3 | 28'27"3          | 36º       |
| Trampolino normale | Hannu Manninen | 90,0 m    | 85,2  | 34º       | 24'27"8 | 27'29"8          | 23º       |
| Trampolino lungo   | Ilkka Herola   | 119,5 m   | 103,6 | 28º       | 23'25"2 | 25'46"2          | 18º       |
| Trampolino lungo   | Eero Hirvonen  | 132,5 m   | 127,9 | 7º        | 23'30"6 | 24'14"6          | 6º        |
| Trampolino lungo   | Arttu Mäkiaho  | 108,0 m   | 81,7  | 42º       | 24'12"3 | 28'01"3          | 38º       |
| Trampolino lungo   | Leevi Mutru    | 111,0 m   | 81,9  | 41º       | 23'30"3 | 27'18"3          | 31º       |
| Gara a squadre     | Ilkka Herola   | 133,0 m   | 381,3 | 7ª        | 46'42"5 | 48'40"5          | 6ª        |
| Gara a squadre     | Leevi Mutru    | 108,0 m   | 381,3 | 7ª        | 46'42"5 | 48'40"5          | 6ª        |
| Gara a squadre     | Hannu Manninen | 116,0 m   | 381,3 | 7ª        | 46'42"5 | 48'40"5          | 6ª        |
| Gara a squadre     | Eero Hirvonen  | 133,5 m   | 381,3 | 7ª        | 46'42"5 | 48'40"5          | 6ª        |

## Curling

### Torneo misto
La Finlandia ha diritto a partecipare al torneo misto di curling in seguito aver concluso tra le prime sette posizioni nel ranking per la qualificazione alle Olimpiadi..
| Finlandia Uomo: Tomi Rantamaeki Donna: Oona Kauste |
| -------------------------------------------------- |

#### Robin round
Risultati
| Sessione | Squadre                      | Finale | 1 | 2 | 3 | 4 | 5 | 6 | 7 | 8 | 9    |
| -------- | ---------------------------- | ------ | - | - | - | - | - | - | - | - | ---- |
| 1        | Corea del Sud                | 9      | 3 | 1 | 1 | 0 | 0 | 0 | 4 | X | N.D. |
| 1        | Finlandia                    | 4      | 0 | 0 | 0 | 1 | 2 | 1 | 0 | X | N.D. |
| 2        | Finlandia                    | 6      | 0 | 0 | 2 | 0 | 0 | 2 | 2 | 0 | N.D. |
| 2        | Svizzera                     | 7      | 2 | 1 | 0 | 2 | 1 | 0 | 0 | 1 | N.D. |
| 3        | Atleti Olimpici dalla Russia | 7      | 0 | 0 | 4 | 0 | 1 | 2 | 0 | X | N.D. |
| 3        | Finlandia                    | 5      | 2 | 1 | 0 | 1 | 0 | 0 | 1 | X | N.D. |
| 4        | Canada                       | 8      | 1 | 0 | 1 | 1 | 0 | 5 | X | X | N.D. |
| 4        | Finlandia                    | 2      | 0 | 1 | 0 | 0 | 1 | 0 | X | X | N.D. |
| 5        | Norvegia                     | 7      | 1 | 0 | 1 | 0 | 3 | 0 | 1 | 0 | 1    |
| 5        | Finlandia                    | 6      | 0 | 2 | 0 | 1 | 0 | 2 | 0 | 1 | 0    |
| 6        | Finlandia                    | 5      | 0 | 3 | 0 | 1 | 0 | 1 | 0 | X | N.D. |
| 6        | Cina                         | 10     | 3 | 0 | 1 | 0 | 4 | 0 | 2 | X | N.D. |
| 7        | Finlandia                    | 7      | 1 | 0 | 0 | 1 | 1 | 0 | 4 | 0 | N.D. |
| 7        | Stati Uniti                  | 5      | 0 | 1 | 1 | 0 | 0 | 1 | 0 | 2 | N.D. |

Classifica
| Squadre                      | G | V | P | PF | PS |
| ---------------------------- | - | - | - | -- | -- |
| Canada                       | 7 | 6 | 1 | 52 | 26 |
| Svizzera                     | 7 | 5 | 2 | 45 | 33 |
| Atleti Olimpici dalla Russia | 7 | 4 | 3 | 36 | 44 |
| Norvegia                     | 7 | 4 | 3 | 39 | 43 |
| Cina                         | 7 | 4 | 3 | 47 | 42 |
| Corea del Sud                | 7 | 2 | 5 | 42 | 47 |
| Stati Uniti                  | 7 | 2 | 5 | 37 | 43 |
| Finlandia                    | 7 | 1 | 6 | 35 | 53 |

## Hockey sul ghiaccio

### Torneo maschile

#### Fase a gironi
| Pos. | Nazionale | Pt | G | V | VOT | POT | P | GF | GS | DR |
| ---- | --------- | -- | - | - | --- | --- | - | -- | -- | -- |
| 1.   | Svezia    | 9  | 3 | 3 | 0   | 0   | 0 | 8  | 1  | +7 |
| 2.   | Finlandia | 6  | 3 | 2 | 0   | 0   | 1 | 11 | 6  | +5 |
| 3.   | Germania  | 2  | 3 | 0 | 1   | 0   | 2 | 4  | 7  | -3 |
| 4.   | Norvegia  | 1  | 3 | 0 | 0   | 1   | 2 | 2  | 11 | -9 |

| Gangneung 15 febbraio 2018, ore 12:10 UTC+9 | Finlandia                 | 5 – 2 (2-1; 2-0; 1-1) referto | Germania | Centro hockey di Gangneung (3.695 spett.)\| Arbitri: \| Olivier Gouin Jozef Kubus \| |
| Arbitri:                                    | Olivier Gouin Jozef Kubus |                               |          |                                                                                      |

| Gangneung 16 febbraio 2018, ore 21:10 UTC+9 | Finlandia                | 5 – 1 (1-1; 1-0; 3-0) referto | Norvegia | Centro hockey di Gangneung (4.180 spett.)\| Arbitri: \| Jan Hribik Brett Iverson \| |
| Arbitri:                                    | Jan Hribik Brett Iverson |                               |          |                                                                                     |

| Gangneung 18 febbraio 2018, ore 21:10 UTC+9 | Svezia                       | 3 – 1 (1-0; 0-1; 2-0) referto | Finlandia | Centro hockey di Kwandong (3.861 spett.)\| Arbitri: \| Oliver Gouin Antonín Jeřábek \| |
| Arbitri:                                    | Oliver Gouin Antonín Jeřábek |                               |           |                                                                                        |

#### Fase a eliminazione diretta
| Gangneung 20 febbraio 2018, ore 21:10 UTC+9 Play-off | Finlandia                  | 5 – 2 (1-0; 2-2; 2-0) referto | Corea del Sud | Centro hockey di Gangneung (5.409 spett.)\| Arbitri: \| Roman Gofman Timothy Mayer \| |
| Arbitri:                                             | Roman Gofman Timothy Mayer |                               |               |                                                                                       |

| Gangneung 21 febbraio 2018, ore 21:10 UTC+9 Quarti di finale | Canada                            | 1 – 0 (0-0; 0-0; 1-0) referto | Finlandia | Centro hockey di Gangneung (2.265 spett.)\| Arbitri: \| Antonin Jerabek Konstantin Olenin \| |
| Arbitri:                                                     | Antonin Jerabek Konstantin Olenin |                               |           |                                                                                              |

### Torneo femminile

#### Fase a gironi
| Pos. | Nazionale                    | Pt | G | V | VOT | POT | P | GF | GS | DR  |
| ---- | ---------------------------- | -- | - | - | --- | --- | - | -- | -- | --- |
| 1.   | Canada                       | 9  | 3 | 3 | 0   | 0   | 0 | 11 | 2  | +9  |
| 2.   | Stati Uniti                  | 6  | 3 | 2 | 0   | 0   | 1 | 9  | 3  | +6  |
| 3.   | Finlandia                    | 3  | 3 | 1 | 0   | 0   | 2 | 7  | 8  | -1  |
| 4.   | Atleti Olimpici dalla Russia | 0  | 3 | 0 | 0   | 0   | 3 | 1  | 15 | -14 |

| Gangneung 11 febbraio 2018, ore 16:40 UTC+9 | Finlandia | 1 – 3 | Stati Uniti | Centro hockey di Kwandong |

| Gangneung 13 febbraio 2018, ore 16:40 UTC+9 | Canada | 4 – 1 | Finlandia | Centro hockey di Kwandong |

| Gangneung 15 febbraio 2018, ore 16:40 UTC+9 | Atleti Olimpici dalla Russia | 1 – 5 | Finlandia | Centro hockey di Kwandong |

#### Fase a eliminazione diretta
| Gangneung 17 febbraio 2018, ore 16:40 UTC+9 Quarti di finale | Finlandia | 7 – 2 | Svezia | Centro hockey di Kwandong |

| Gangneung 19 febbraio 2018, ore 13:10 UTC+9 Semifinale | Stati Uniti | 5 – 0 | Finlandia | Centro hockey di Kwandong |

| Gangneung 21 febbraio 2018, ore 16:40 UTC+9 Finale 3º posto | Finlandia | 3 – 2 | Atleti Olimpici dalla Russia | Centro hockey di Kwandong |

## Pattinaggio di figura
La Finlandia ha qualificato nel pattinaggio di figura un atleta, in seguito al 2017 CS Nebelhorn Trophy.
| Gara      | Atleta        | Programma corto | Programma corto | Programma libero | Programma libero | Totale | Totale    |
| Gara      | Atleta        | Punti           | Posizione       | Punti            | Posizione        | Punti  | Posizione |
| --------- | ------------- | --------------- | --------------- | ---------------- | ---------------- | ------ | --------- |
| Femminile | Emmi Peltonen | 55,28           | 18ª Q           | 101,86           | 21ª              | 157,14 | 20ª       |

## Pattinaggio di velocità
L'Italia ha qualificato nel pattinaggio di velocità un totale di nove atleti, sei uomini e tre donne.

### Uomini
| Gara   | Atleta        | Tempo   | Posizione |
| ------ | ------------- | ------- | --------- |
| 500 m  | Pekka Koskela | 35"192  | 19º       |
| 500 m  | Mika Poutala  | 34"68   | 4º        |
| 1000 m | Pekka Koskela | 1'11"76 | 36º       |
| 1000 m | Mika Poutala  | 1'09"58 | 16º       |

### Donne
| Gara  | Atleta      | Tempo | Posizione |
| ----- | ----------- | ----- | --------- |
| 500 m | Elina Risku | 39"36 | 28ª       |

## Salto con gli sci
La Finlandia ha qualificato nel salto con gli sci sei atleti, una donna e cinque uomini.

### Donne
| Gara               | Atleta         | Primo salto | Primo salto | Primo salto | Secondo salto | Secondo salto | Secondo salto | Punti totali | Posizione |
| Gara               | Atleta         | Lunghezza   | Punti       | Pos.        | Lunghezza     | Punti         | Pos.          | Punti totali | Posizione |
| ------------------ | -------------- | ----------- | ----------- | ----------- | ------------- | ------------- | ------------- | ------------ | --------- |
| Trampolino normale | Julia Kykkänen | 85.0 m      | 77.2        | 22ª         | 84.0 m        | 75.4          | 26ª           | 152.6        | 23ª       |

### Uomini
| Gara               | Atleta                                                  | Qualificazioni | Qualificazioni | Qualificazioni | Finale                          | Finale      | Finale      | Finale                          | Finale          | Finale          | Finale          | Finale          |
| Gara               | Atleta                                                  | Qualificazioni | Qualificazioni | Qualificazioni | Primo salto                     | Primo salto | Primo salto | Secondo salto                   | Secondo salto   | Secondo salto   | Punti totali    | Posizione       |
| Gara               | Atleta                                                  | Lunghezza      | Punti          | Pos.           | Lunghezza                       | Punti       | Pos.        | Lunghezza                       | Punti           | Pos.            | Punti totali    | Posizione       |
| ------------------ | ------------------------------------------------------- | -------------- | -------------- | -------------- | ------------------------------- | ----------- | ----------- | ------------------------------- | --------------- | --------------- | --------------- | --------------- |
| Trampolino normale | Antti Aalto                                             | 87,5 m         | 93,6           | 42º Q          | 80,0 m                          | 60,8        | 50º         | non qualificato                 | non qualificato | non qualificato | non qualificato | non qualificato |
| Trampolino normale | Janne Ahonen                                            | 89,0 m         | 95,8           | 37º Q          | 90,5 m                          | 85,1        | 40º         | non qualificato                 | non qualificato | non qualificato | non qualificato | non qualificato |
| Trampolino normale | Andreas Alamommo                                        | 90,0 m         | 98,3           | 35º Q          | 94,0 m                          | 91,3        | 38º         | non qualificato                 | non qualificato | non qualificato | non qualificato | non qualificato |
| Trampolino normale | Eetu Nousiainen                                         | 87,5 m         | 85,5           | 50º Q          | 83,0 m                          | 68,0        | 49º         | non qualificato                 | non qualificato | non qualificato | non qualificato | non qualificato |
| Trampolino lungo   | Antti Aalto                                             | 133,0 m        | 109,3          | 20º Q          | 121,5 m                         | 105,7       | 37º         | non qualificato                 | non qualificato | non qualificato | non qualificato | non qualificato |
| Trampolino lungo   | Janne Ahonen                                            | 119,0 m        | 90,8           | 36º Q          | 124,5 m                         | 110,6       | 30º Q       | 115,5 m                         | 100,0           | 28º             | 210,6           | 28º             |
| Trampolino lungo   | Andreas Alamommo                                        | 129,5 m        | 97,7           | 29º Q          | 120,0 m                         | 107,6       | 34º         | non qualificato                 | non qualificato | non qualificato | non qualificato | non qualificato |
| Trampolino lungo   | Jarkko Määttä                                           | 116,5 m        | 79,0           | 43º Q          | 122,0 m                         | 105,7       | 37º         | non qualificato                 | non qualificato | non qualificato | non qualificato | non qualificato |
| Gara a squadre     | Janne Ahonen Andreas Alamommo Jarkko Määttä Antti Aalto | N.D.           | N.D.           | N.D.           | 122,5 m 117,0 m 118,0 m 115,0 m | 397,5       | 8ª          | 120,5 m 115,5 m 113,5 m 118,5 m | 392,9           | 8ª              | 790,4           | 8ª              |

## Sci alpino

### Uomini
| Gara           | Atleta        | Tempo              | Tempo              | Tempo              | Posizione |
| Gara           | Atleta        | 1ª manche          | 2ª manche          | Totale             | Posizione |
| -------------- | ------------- | ------------------ | ------------------ | ------------------ | --------- |
| Slalom gigante | Samu Torsti   | 1'10"93            | 1'10"44            | 2'11"37            | 17º       |
| Combinata      | Andreas Romar | 1'21"94            | 49"58              | 2'11"52            | 24º       |
| Gara           | Atleta        | Tempo unica manche | Tempo unica manche | Tempo unica manche | Posizione |
| Supergigante   | Andreas Romar | 1'27"70            | 1'27"70            | 1'27"70            | 31º       |
| Discesa libera | Andreas Romar | 1'43"78            | 1'43"78            | 1'43"78            | 31º       |

## Sci freestyle

### Gobbe
| Atleta         | Evento   | Qualificazioni | Qualificazioni | Qualificazioni | Qualificazioni | Qualificazioni | Qualificazioni | Qualificazioni | Qualificazioni | Finale          | Finale          | Finale          | Finale          | Finale          | Finale          | Finale          | Finale          | Finale          | Finale          | Finale          | Finale    |
| Atleta         | Evento   | Run 1          | Run 1          | Run 1          | Run 1          | Run 2          | Run 2          | Run 2          | Run 2          | Run 1           | Run 1           | Run 1           | Run 1           | Run 2           | Run 2           | Run 2           | Run 2           | Run 3           | Run 3           | Run 3           | Run 3     |
| Atleta         | Evento   | Tempo          | Punti          | Totale         | Posizione      | Tempo          | Punti          | Totale         | Posizione      | Tempo           | Punti           | Totale          | Posizione       | Tempo           | Punti           | Totale          | Posizione       | Tempo           | Punti           | Totale          | Posizione |
| -------------- | -------- | -------------- | -------------- | -------------- | -------------- | -------------- | -------------- | -------------- | -------------- | --------------- | --------------- | --------------- | --------------- | --------------- | --------------- | --------------- | --------------- | --------------- | --------------- | --------------- | --------- |
| Jussi Penttala | Maschile | 27,32          | 18,18          | 30,15          | 28º            | 27,68          | 56,46          | 67,96          | 19º            | non qualificato | non qualificato | non qualificato | non qualificato | non qualificato | non qualificato | non qualificato | non qualificato | non qualificato | non qualificato | non qualificato | 29º       |
| Jimi Salonen   | Maschile | 28,48          | 32,74          | 43,18          | 27º            | 24,92          | 60,11          | 75,25          | 8º Q           | 25,16           | 57,94           | 72,76           | 16º             | non qualificato | non qualificato | non qualificato | non qualificato | non qualificato | non qualificato | non qualificato | 16º       |

### Slopestyle
| Atleta       | Evento   | Qualificazioni | Qualificazioni | Qualificazioni | Qualificazioni | Finale          | Finale          | Finale          | Finale          | Finale          |
| Atleta       | Evento   | Run 1          | Run 2          | Migliore       | Posizione      | Run 1           | Run 2           | Run 3           | Migliore        | Posizione       |
| ------------ | -------- | -------------- | -------------- | -------------- | -------------- | --------------- | --------------- | --------------- | --------------- | --------------- |
| Joona Kangas | Maschile | 47,80          | 48,80          | 48,80          | 26º            | non qualificato | non qualificato | non qualificato | non qualificato | non qualificato |

## Sci di fondo

### Uomini
| Evento                 | Atleta                                                       | Qualificazioni | Qualificazioni | Quarti di finale | Quarti di finale | Semifinali      | Semifinali      | Finale          | Finale          |
| Evento                 | Atleta                                                       | Tempo          | Pos.           | Tempo            | Pos.             | Tempo           | Pos.            | Tempo           | Pos.            |
| ---------------------- | ------------------------------------------------------------ | -------------- | -------------- | ---------------- | ---------------- | --------------- | --------------- | --------------- | --------------- |
| Sprint                 | Ristomatti Hakola                                            | 3'08"54        | 1º Q           | 3'09"41          | 2º Q             | 3'09"93         | 1º Q            | 3'26"47         | 6º              |
| Sprint                 | Martti Jylhä                                                 | 3'16"79        | 24º Q          | 3'17"46          | 1º Q             | 3'14"93         | 5º              | non qualificato | non qualificato |
| Sprint                 | Iivo Niskanen                                                | 3'16"27        | 21º Q          | 3'12"20          | 3º               | non qualificato | non qualificato | non qualificato | non qualificato |
| Sprint                 | Lauri Vuorinen                                               | 3'16"69        | 23º Q          | 3'33"16          | 6º               | non qualificato | non qualificato | non qualificato | non qualificato |
| Sprint a squadre       | Ristomatti Hakola Martti Jylhä                               | N.D.           | N.D.           | N.D.             | N.D.             | 16'01"41        | 4º Q            | 16'32"30        | 9º              |
| Evento                 | Atleta                                                       | Tempo          | Tempo          | Tempo            | Distacco         | Distacco        | Distacco        | Posizione       | Posizione       |
| 15 km tecnica libera   | Matti Heikkinen                                              | 34'45"4        | 34'45"4        | 34'45"4          | +1'01"5          | +1'01"5         | +1'01"5         | 10º             | 10º             |
| 15 km tecnica libera   | Perttu Hyvärinen                                             | 36'17"2        | 36'17"2        | 36'17"2          | +2'33"3          | +2'33"3         | +2'33"3         | 35º             | 35º             |
| 15 km tecnica libera   | Lari Lehtonen                                                | 36'01"8        | 36'01"8        | 36'01"8          | +2'17"9          | +2'17"9         | +2'17"9         | 31º             | 31º             |
| 15 km tecnica libera   | Anssi Pentsinen                                              | 36'54"9        | 36'54"9        | 36'54"9          | +3'11"0          | +3'11"0         | +3'11"0         | 51º             | 51º             |
| 50 km tecnica classica | Ristomatti Hakola                                            | 2h22'50"1      | 2h22'50"1      | 2h22'50"1        | +14'28"0         | +14'28"0        | +14'28"0        | 43º             | 43º             |
| 50 km tecnica classica | Matti Heikkinen                                              | 2h17'34"8      | 2h17'34"8      | 2h17'34"8        | +9'12"7          | +9'12"7         | +9'12"7         | 25º             | 25º             |
| 50 km tecnica classica | Perttu Hyvärinen                                             | 2h18'38"5      | 2h18'38"5      | 2h18'38"5        | +10'16"4         | +10'16"4        | +10'16"4        | 29º             | 29º             |
| 50 km tecnica classica | Iivo Niskanen                                                | 2h08'22"1      | 2h08'22"1      | 2h08'22"1        | +0"0             | +0"0            | +0"0            |                 |                 |
| Skiathlon              | Matti Heikkinen                                              | 1h17'55"9      | 1h17'55"9      | 1h17'55"9        | +1'35"9          | +1'35"9         | +1'35"9         | 21º             | 21º             |
| Skiathlon              | Perttu Hyvärinen                                             | 1h20'28"5      | 1h20'28"5      | 1h20'28"5        | +4'08"5          | +4'08"5         | +4'08"5         | 41º             | 41º             |
| Skiathlon              | Lari Lehtonen                                                | 1h19'26"6      | 1h19'26"6      | 1h19'26"6        | +3'06"6          | +3'06"6         | +3'06"6         | 33º             | 33º             |
| Skiathlon              | Iivo Niskanen                                                | 1h17'34"2      | 1h17'34"2      | 1h17'34"2        | +1'14"2          | +1'14"2         | +1'14"2         | 19º             | 19º             |
| Staffetta 4x10 km      | Matti Heikkinen Perttu Hyvärinen Lari Lehtonen Iivo Niskanen | 1h34'45"4      | 1h34'45"4      | 1h34'45"4        | +1'40"5          | +1'40"5         | +1'40"5         | 4º              | 4º              |

### Donne
| Evento                 | Atleta                                                                     | Qualificazioni | Qualificazioni | Quarti di finale | Quarti di finale | Semifinali      | Semifinali      | Finale          | Finale          |
| Evento                 | Atleta                                                                     | Tempo          | Pos.           | Tempo            | Pos.             | Tempo           | Pos.            | Tempo           | Pos.            |
| ---------------------- | -------------------------------------------------------------------------- | -------------- | -------------- | ---------------- | ---------------- | --------------- | --------------- | --------------- | --------------- |
| Sprint                 | Krista Pärmäkoski                                                          | 3'12"30        | 3ª Q           | 3'11"97          | 2ª Q             | 3'12"04         | 5ª              | non qualificata | non qualificata |
| Sprint                 | Johanna Matintalo                                                          | 3'19"04        | 19ª Q          | 3'16"92          | 4ª               | non qualificata | non qualificata | non qualificata | non qualificata |
| Sprint                 | Kerttu Niskanen                                                            | 3'20"48        | 24ª Q          | 3'19"48          | 5ª               | non qualificata | non qualificata | non qualificata | non qualificata |
| Sprint                 | Aino-Kaisa Saarinen                                                        | 3'24"02        | 30ª Q          | 3'19"18          | 5ª               | non qualificata | non qualificata | non qualificata | non qualificata |
| Sprint a squadre       | Mari Laukkanen Krista Pärmäkoski                                           | N.D.           | N.D.           | N.D.             | N.D.             | 16'31"54        | 4ª Q            | 16'19"18        | 5ª              |
| Evento                 | Atleta                                                                     | Tempo          | Tempo          | Tempo            | Distacco         | Distacco        | Distacco        | Posizione       | Posizione       |
| 10 km tecnica libera   | Krista Pärmäkoski                                                          | 25'32"4        | 25'32"4        | 25'32"4          | +31"9            | +31"9           | +31"9           |                 |                 |
| 10 km tecnica libera   | Laura Mononen                                                              | 27'15"6        | 27'15"6        | 27'15"6          | +2'15"1          | +2'15"1         | +2'15"1         | 23ª             | 23ª             |
| 10 km tecnica libera   | Riitta-Liisa Roponen                                                       | 27'04"8        | 27'04"8        | 27'04"8          | +2'04"3          | +2'04"3         | +2'04"3         | 20ª             | 20ª             |
| 30 km tecnica classica | Krista Pärmäkoski                                                          | 1h24'07"1      | 1h24'07"1      | 1h24'07"1        | +1'49"5          | +1'49"5         | +1'49"5         |                 |                 |
| 30 km tecnica classica | Johanna Matintalo                                                          | 1h28'58"2      | 1h28'58"2      | 1h28'58"2        | +6'40"6          | +6'40"6         | +6'40"6         | 18ª             | 18ª             |
| 30 km tecnica classica | Kerttu Niskanen                                                            | 1h25'19"2      | 1h25'19"2      | 1h25'19"2        | +3'01"6          | +3'01"6         | +3'01"6         | 6ª              | 6ª              |
| 30 km tecnica classica | Aino-Kaisa Saarinen                                                        | 1h30'32"2      | 1h30'32"2      | 1h30'32"2        | +8'14"6          | +8'14"6         | +8'14"6         | 20ª             | 20ª             |
| Skiathlon              | Krista Pärmäkoski                                                          | 40'55"0        | 40'55"0        | 40'55"0          | +10"1            | +10"1           | +10"1           |                 |                 |
| Skiathlon              | Johanna Matintalo                                                          | 43'02"4        | 43'02"4        | 43'02"4          | +2'17"5          | +2'17"5         | +2'17"5         | 24ª             | 24ª             |
| Skiathlon              | Laura Mononen                                                              | 42'53"0        | 42'53"0        | 42'53"0          | +2'08"1          | +2'08"1         | +2'08"1         | 19ª             | 19ª             |
| Skiathlon              | Kerttu Niskanen                                                            | 42'15"2        | 42'15"2        | 42'15"2          | +1'30"3          | +1'30"3         | +1'30"3         | 16ª             | 16ª             |
| Staffetta 4x5 km       | Kerttu Niskanen Krista Pärmäkoski Riitta-Liisa Roponen Aino-Kaisa Saarinen | 52'26"9        | 52'26"9        | 52'26"9          | +1'02"6          | +1'02"6         | +1'02"6         | 4ª              | 4ª              |

## Snowboard

### Freestyle
Uomini
| Evento     | Atleta           | Qualificazioni | Qualificazioni | Qualificazioni | Qualificazioni | Finale          | Finale          | Finale          | Finale          | Finale          |
| Evento     | Atleta           | Run 1          | Run 2          | Migliore       | Posizione      | Run 1           | Run 2           | Run 3           | Migliore/Totale | Posizione       |
| ---------- | ---------------- | -------------- | -------------- | -------------- | -------------- | --------------- | --------------- | --------------- | --------------- | --------------- |
| Big air    | Kalle Järvilehto | 83,25          | 44,75          | 83,25          | 12º            | non qualificato | non qualificato | non qualificato | non qualificato | non qualificato |
| Big air    | Peetu Piiroinen  | 43,50          | 87,25          | 87,25          | 8º             | non qualificato | non qualificato | non qualificato | non qualificato | non qualificato |
| Big air    | Rene Rinnekangas | 43,75          | 83,00          | 83,00          | 10º            | non qualificato | non qualificato | non qualificato | non qualificato | non qualificato |
| Big air    | Roope Tonteri    | 86,50          | 47,50          | 86,50          | 9º             | non qualificato | non qualificato | non qualificato | non qualificato | non qualificato |
| Halfpipe   | Janne Korpi      | 4,50           | 22,50          | 22,50          | 28º            | non qualificato | non qualificato | non qualificato | non qualificato | non qualificato |
| Halfpipe   | Markus Malin     | 30,25          | 63,50          | 63,50          | 19º            | non qualificato | non qualificato | non qualificato | non qualificato | non qualificato |
| Halfpipe   | Peetu Piiroinen  | 14,25          | 77,50          | 77,50          | 11º Q          | 4,50            | 12,75           | 13,50           | 13,50           | 12º             |
| Slopestyle | Kalle Järvilehto | 15,56          | 31,10          | 31,10          | 32º            | non qualificato | non qualificato | non qualificato | non qualificato | non qualificato |
| Slopestyle | Peetu Piiroinen  | 69,26          | 43,43          | 69,26          | 18º            | non qualificato | non qualificato | non qualificato | non qualificato | non qualificato |
| Slopestyle | Rene Rinnekangas | 24,86          | 37,91          | 37,91          | 28º            | non qualificato | non qualificato | non qualificato | non qualificato | non qualificato |
| Slopestyle | Roope Tonteri    | 72,60          | 38,08          | 72,60          | 15º            | non qualificato | non qualificato | non qualificato | non qualificato | non qualificato |

Donne
| Athlete    | Event          | Qualification | Qualification | Qualification | Qualification | Final           | Final           | Final           | Final           | Final           |
| Athlete    | Event          | Run 1         | Run 2         | Migliore      | Posizione     | Run 1           | Run 2           | Run 3           | Migliore/Totale | Posizione       |
| ---------- | -------------- | ------------- | ------------- | ------------- | ------------- | --------------- | --------------- | --------------- | --------------- | --------------- |
| Big air    | Enni Rukajärvi | 68.75         | 49.75         | 68.75         | 4ª            | non qualificata | non qualificata | non qualificata | non qualificata | non qualificata |
| Slopestyle | Enni Rukajärvi | CAN           | CAN           | CAN           | CAN           | 45.85           | 75.38           | CAN             | 75.38           |                 |

### Cross
| Gara                     | Atleta         | Qualificazioni | Qualificazioni | Ottavo di finale | Quarto di finale | Semifinale | Finale |
| Gara                     | Atleta         | Tempo          | Posizione      | Ottavo di finale | Quarto di finale | Semifinale | Finale |
| ------------------------ | -------------- | -------------- | -------------- | ---------------- | ---------------- | ---------- | ------ |
| Snowboard cross maschile | Anton Lindfors | 1'15"01        | 23º Q          | 3º Q             | 3º Q             | 5º QB      | 3º     |